# Drepaninae
Drepaninae zijn de grootste onderfamilie van de Drepanidae-motten. De interne systematiek en fylogenie is nog niet goed opgelost.
Het kent drie onderstammen:
- Drepanini - Nidarini - Oretini

In totaal bestaat het uit 74 geslachten:
- Agnidra - Albara - Ametroptila - Amphitorna - Archidrepana - Argodrepana - Astatochroa - Ausaris - Auzata - Auzatellodes - Callicilix - Callidrepana - Canucha - Canucha - Cilix - Crocinis - Deroca - Didymana - Dipriodonta - Ditrigona - Drapetodes - Drepana - Ectothyris - Epicampoptera - Eudeilinia - Euphalacra - Euphalacra - Falcaria - Gogana - Gonoreta - Gonoretodes - Hemiphruda - Hyalospectra - Hyalospectra - Hyalostola - Iridrepana - Isospidia - Konjikia - Kosemponiola - Leucoblepsis - Leucoblepsis - Liocrops - Macrauzata - Macrocilix - Macrocilix - Microblepsis - Monoprista - Negera - Neophalacra - Neoreta - Nidara - Nordstromia - Oreta - Oretopsis - Paralbara - Phalacra - Phyllopteryx - Platypteryx - Problepsidis - Pseudalbara - Pseudemodesa - Pseuderosia - Sabra - Sewa - Spectroreta - Spidia - Strepsigonia - Strepsigonia - Streptoperas - Teldenia - Thymistada - Thymistadopsis - Tridrepana - Tridrepana - Trotothyris - Uranometra - Urogonodes - Zusidava